# Barry Callebaut
Pour les articles homonymes, voir Barry et Callebaut (homonymie).
Barry Callebaut (SIX : BARN) est un fabricant belgo-suisse, de chocolat dont le siège social est en Suisse, né de la fusion en 1996 par Klaus Johann Jacobs de la société belge Callebaut et de la société française Cacao Barry.

## Histoire
La société Callebaut, une brasserie, est fondée en 1850 à Wieze, Belgique. En 1911, elle commence la production de chocolat. En France, la société Cacao Barry, dont le siège est à Hardricourt (dans le nord des Yvelines, près de Meulan), est active depuis 1842.
En 1996, Callebaut fusionne avec Barry, formant ainsi Barry Callebaut.
En 2000, Barry Callebaut achète au groupe Jacobs Suchard la marque Van Houten (marque de chocolat en poudre sans sucre ajouté).
Depuis 2002, Patrick De Maeseneire dirige le groupe, dont l’action est cotée à la bourse de Zurich et qui est le 1er groupe mondial dans ce domaine. En 2009, Patrick De Maeseneire quitte le groupe pour reprendre le poste de CEO chez Adecco. C’est alors Juergen Steinemann qui lui succède. En 2015, Antoine de Saint-Affrique devient PDG. Le 17 mai 2021, le conseil d'administration du groupe Danone annonce qu'Antoine de Saint-Affrique deviendra directeur général de Danone en septembre 2021.
En juillet 2011, le groupe vend ses produits pour les consommateurs Europe (Stollwerck) au Groupe belge Sweet Products/Baronie, le groupe Stollwerck comprend 5 usines en Allemagne, en Belgique et en Suisse.
En décembre 2012, Barry Callebaut annonce l'acquisition de Petra Foods, une entreprise basée à Singapour, pour 950 millions de dollars.
En mai 2020, Barry Callebaut annonce l'acquisition de GKC Foods, une entreprise chocolatière australienne.
Le 5 avril 2023, Barry Callebaut annonce la nomination de Peter Feld au poste de PDG, succédant à Peter Boone, qui quitte l'entreprise pour des raisons personnelles.
Le 26 février 2024, un communiqué de presse de l'entreprise fait état d'un plan de licenciement nommé "BC Next Level" qui prévoit le départ dans les 18 mois de 2500 travailleurs au niveau mondial.

## Activité
- vente de chocolat aux fabricants de produits alimentaires industriels.
- vente de cacao : marques Barry Callebaut, Bensdorp, Van Houten, Chadler, Delfi, Caprimo, Le Royal et Ögonblink.
- vente de chocolat aux artisans et aux utilisateurs professionnels de chocolat.
- vente aux artisans, aux chocolatiers, aux pâtissiers et aux boulangers.

## Actionnaires
Liste des principaux actionnaires au 31 août 2024
| Jacobs Holding                       | 1.650.286 | 30,1% |
| Renata Jacobs                        | 274.442   | 5,0%  |
| BlackRock Inc.                       | 170.154   | 3,1%  |
| UBS Fund Management (Switzerland) AG | 356.615   | 6,5%  |
| Artisan Partners Limited Partnership | 304.088   | 5,5%  |

## Critique
Le 10 janvier 2019, le magazine Envoyé spécial révèle que Barry Callebaut malgré ses promesses n'applique toujours pas ses engagements concernant le travail des enfants,.
En février 2021, une plainte collective est engagée contre Barry Callebaut, et six autres multinationales, par huit jeunes Maliens qui affirment qu'ils ont été forcés de travailler dans des champs de cacao (en Côte d’Ivoire) alors qu'ils étaient enfants. La plainte a été déposée depuis Washington par l'ONG International Rights Advocates qui représente les plaignants.
En juin 2022, le groupe annonce l'arrêt de l'usine de chocolat de Wieze en Belgique, à la suite de la découverte de salmonelle dans un lot de lécithine, un émulsifiant,.

## Lobbying
Barry Callebaut est inscrit au registre européen des représentants d'intérêts, et déclare à ce titre en 2020 des dépenses d'un montant compris entre 100 000 et 200 000 euros.